# Emilie Lennert
Karen Agathe Emilie Marie Lennert, roz. Olsen (5. listopadu 1931, Sisimiut – 3. května 2019) byla grónská politička za stranu Atassut.

## Životopis
Emilie Lennert byla dcerou kováře Frederika „Farda“ Eliase Rasmuse Olsena (1903–1972) a jeho manželky Dorthey „Dorthêraĸ“ Bolette Frederikke Lennert (1902–1966). Prostřednictvím svého otce byla neteří pastora Jense Olsena (1894–1966) a sestřenicí jeho syna Ôdâĸ Olsena (1928–1992). Dne 25. ledna 1959 se provdala za strojníka Knuda Rasmussena Lennerta (* 1934), o tři roky mladšího syna Karla Frederika Petera Lennerta (1900–?) a Hansine Sesilie Jakobine Lennertové (1902–?). Z manželství vzešly čtyři děti: Hans Kristian (* 1955), Klari (* 1959), Charlotte (* 1963) a Sivert (* 1966).
Emilie Olsen navštěvovala v letech 1946 až 1948 jedinou grónskou dívčí střední školu v Aasiaatu a poté v letech 1948 až 1950 dokončila střední vzdělání v Nuuku. Poté nastoupila do učení v kanceláři zemské rady v Nuuku. V roce 1950 prošlo Grónsko zásadní proměnou. Došlo ke sloučení dvou kolonií - severního a jižního Grónska - a větší důraz byl kladen na grónskou kulturu, což znamenalo, že se na úřadech začala používat grónština. Za tímto účelem byli hledáni dvojjazyční Gróňané pro práci v oblasti financí a místní správy. Emilie Olsen proto navštěvovala obchodní školu v Kodani, kterou absolvovala v roce 1952, a následně pracovala na finančním úřadě v Sisimiutu.
Dostala se do kontaktu s místní politikou a kandidovala v komunálních volbách v roce 1967, kde byla nejen zvolena, ale také jmenována starostkou obce Sisimiut. Starostkou zůstala až do roku 1979 a v obecním zastupitelstvu působila i po roce 1979. V parlamentních volbách v roce 1983 kandidovala jako zástupkyně za Anguteeraqa Davidsena. Ve volbách v roce 1984 kandidovala sama a byla zvolena do grónského parlamentu. Znovu byla zvolena v roce 1987 a znovu v roce 1991 a v letech 1993 až 1997 byla jeho druhou místopředsedkyní. V parlamentních volbách v roce 1995 již nekandidovala.
V roce 1967 se stala členkou představenstva školy Knud Rasmussenip Højskolia v Aasiaatu, kde v letech 1979 až 1993 zastávala funkci předsedkyně. Během svého působení rozšířila tuto školu o ženskou kolej. V letech 1972 až 1979 byla zastupitelkou obce Sisimiut v KANUKOKA. V letech 1979 až 1983 byla také soudkyní okresního soudu v Sisimiutu. Během své politické kariéry působila v řadě různých městských a národních výborů.
V roce 1975 získala vyznamenání Fortjenstmedaljen. Dne 21. června 1997 jí byl udělen také stříbrný řád Nersornaat. Zemřela dne 21. května 2019 ve věku 87 let.